# Олимпийский стадион (Берлин)
Олимпийский стадион или «Олимпиаштадион» (нем. Olympiastadion; МФА: oˈlʏmpi̯aˈʃtaːdi̯ɔn) — стадион в Берлине, домашняя арена футбольного клуба «Герта» и сборной Германии, вместимость 74 064 зрителя. Может принимать легкоатлетические соревнования.

## История

### Предыстория
Спортивный комплекс «Олимпиапарк», центром которого сейчас является стадион «Олимпиаштадион», был построен ещё до Первой мировой войны, когда Германия получила право провести летние Олимпийские игры 1916 года.

### Строительство
В 1933 году пришедший к власти Адольф Гитлер обратил внимание на неиспользовавшиеся площади, прилегавшие к ипподрому «Грюневальд». Его грандиозный план включал возведение стадиона вместимостью в 86 000 мест, отдельного хоккейного стадиона, манежа для верховой езды, плавательного бассейна и открытой спортивной арены, открытого театра Дитриха Эккарта. Спортивный комплекс прилегал к Майскому полю, где проходили массовые митинги Национал-социалистической партии.
Олимпийский стадион был построен в 1936 году по проекту архитектора Вернера Марха.

### Открытие и летняя Олимпиада 1936

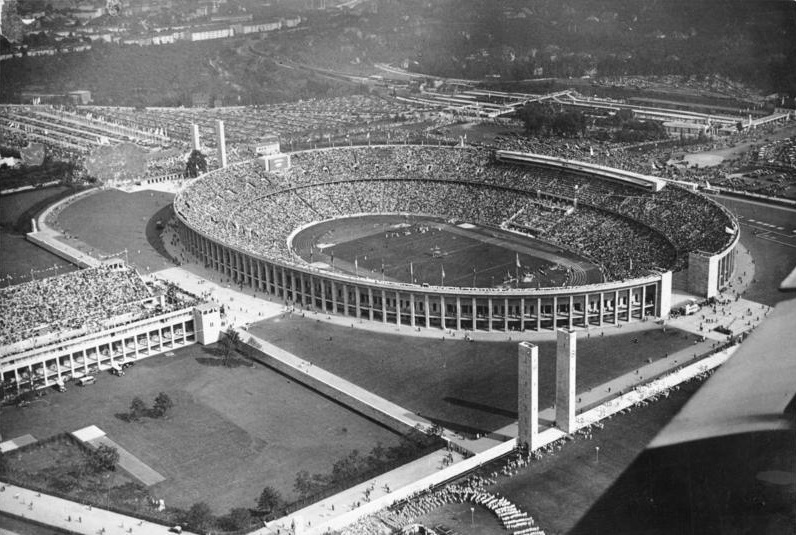
Стадион во время летних Олимпийских игр 1936 года

В 1936 году на арене состоялась организованная германским правительством грандиозная церемония открытия Олимпийских игр, которая впервые транслировалась по телевидению в прямом эфире. А олимпийские соревнования на стадионе стали материалом для создания шедевра кинодокументалистики — фильма Лени Рифеншталь «Олимпия».
На этом же стадионе прошли основные соревнования летних Олимпийских игр 1936 года (гандбол, конный спорт, лёгкая атлетика, поло, футбол, хоккей на траве).

### Дальнейшая история
В 1938 году на стадионе сборная Германии по футболу уступила сборной Англии с разгромным счетом 3:6.
«Олимпиаштадион» существенно пострадал во время бомбежки Берлина авиацией союзных войск, но в середине 1960-х годов его отстроили заново. Это было время, когда в первые годы существования Бундеслиги — так назывался новый национальный чемпионат ФРГ — каждый матч берлинского клуба «Герта» собирал до 70 000 болельщиков.

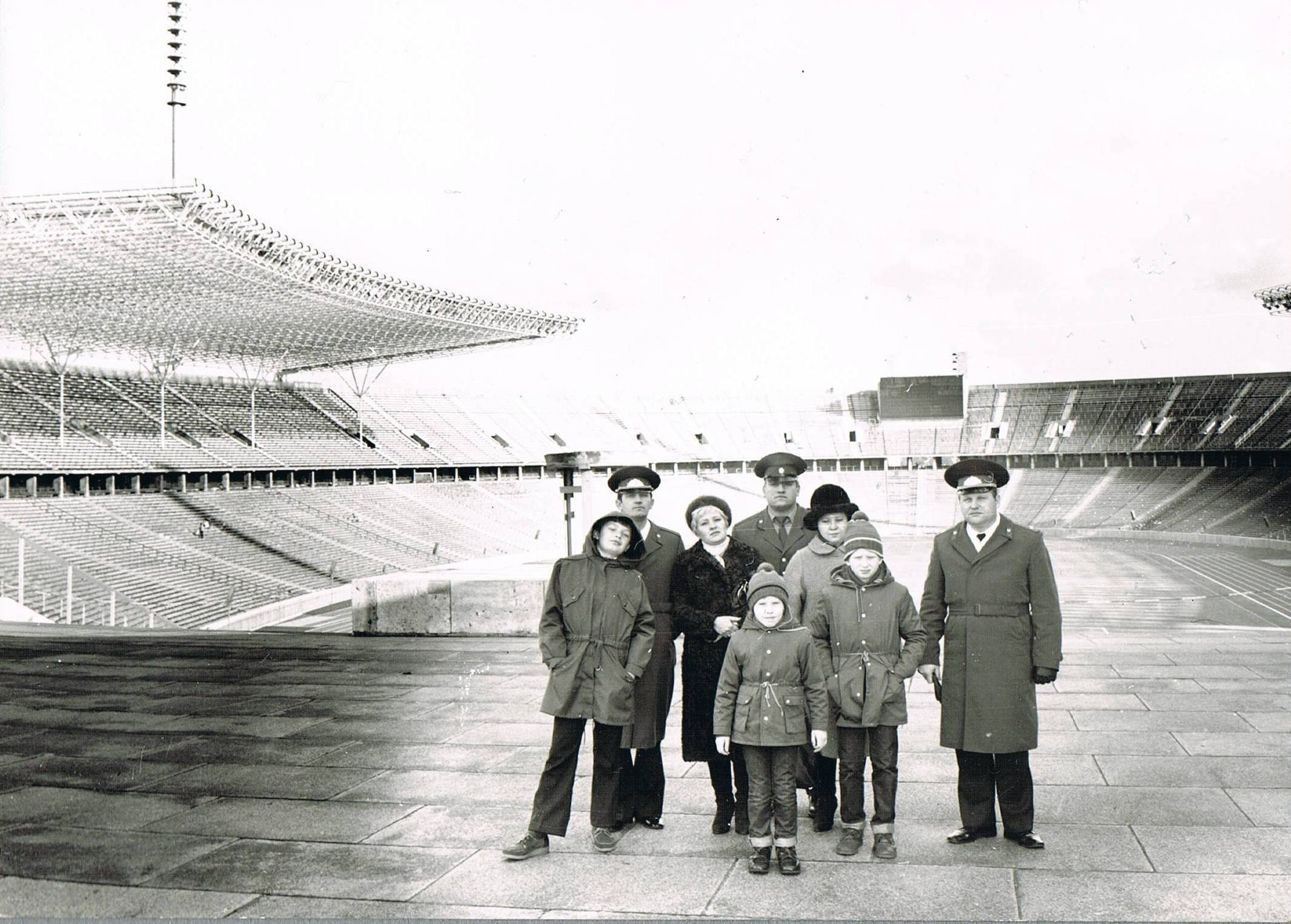
Олимпийский стадион в 1980 году.

Стадион был реконструирован к чемпионату мира 1974 года, и здесь прошло три матча группового турнира — все с участием сборной Чили. Включение «Олимпиаштадиона» в программу чемпионата мира вызвало политическую напряженность между странами восточного и западного лагеря. А произошло это в первую очередь благодаря усилиям руководителя Немецкого футбольного союза Хермана Нойбергера.
После воссоединения Германии «Олимпиаштадион» вновь стал центром, вокруг которого сосредоточены крупнейшие события немецкого футбола, и финальный матч Кубка Германии теперь, как и в прежние времена, неизменно проходит здесь.
Генеральная реконструкция Олимпийского стадиона перед чемпионатом мира 2006 года по проекту архитектурного бюро Майнхарда фон Геркана gmp завершилась за год до первенства и обошлась в 242 млн евро. «Олимпиаштадиону» было доверено провести самый важный матч — финал.
26 июня 2011 года на стадионе прошёл матч открытия чемпионата мира по футболу среди женских команд. Германия обыграла Канаду со счётом 2:1. Это был единственный матч чемпионата, сыгранный на Олимпийском стадионе.
6 июня 2015 года стадион принимал финальный матч Лиги чемпионов УЕФА, в котором «Барселона» победила «Ювентус» со счётом 3:1.

## Чемпионат мира по футболу 1974
| Дата         | Раунд    | Матч             | Счет      |
| ------------ | -------- | ---------------- | --------- |
| 14 июня 1974 | Группа 1 | ФРГ — Чили       | 1:0 (0:0) |
| 18 июня 1974 | Группа 1 | Чили — ГДР       | 1:1 (0:0) |
| 22 июня 1974 | Группа 1 | Австралия — Чили | 0:0       |

## Чемпионат мира по футболу 2006
| Дата         | Раунд      | Матч                 | Счет                         |
| ------------ | ---------- | -------------------- | ---------------------------- |
| 13 июня 2006 | Группа F   | Бразилия — Хорватия  | 1:0 (1:0)                    |
| 15 июня 2006 | Группа B   | Швеция — Парагвай    | 1:0 (0:0)                    |
| 20 июня 2006 | Группа A   | Эквадор — Германия   | 0:3 (0:2)                    |
| 23 июня 2006 | Группа H   | Украина — Тунис      | 1:0 (0:0)                    |
| 30 июня 2006 | 1/4 финала | Германия — Аргентина | 1:1 д.в. (1:1, 0:0) 4:2 пен. |
| 9 июля 2006  | Финал      | Италия — Франция     | 1:1 д.в. (1:1, 1:1) 5:3 пен. |

## Чемпионат Европы по футболу 2024
На стадионе прошли некоторые матчи, в том числе финал чемпионата Европы по футболу 2024.

## Лёгкая атлетика

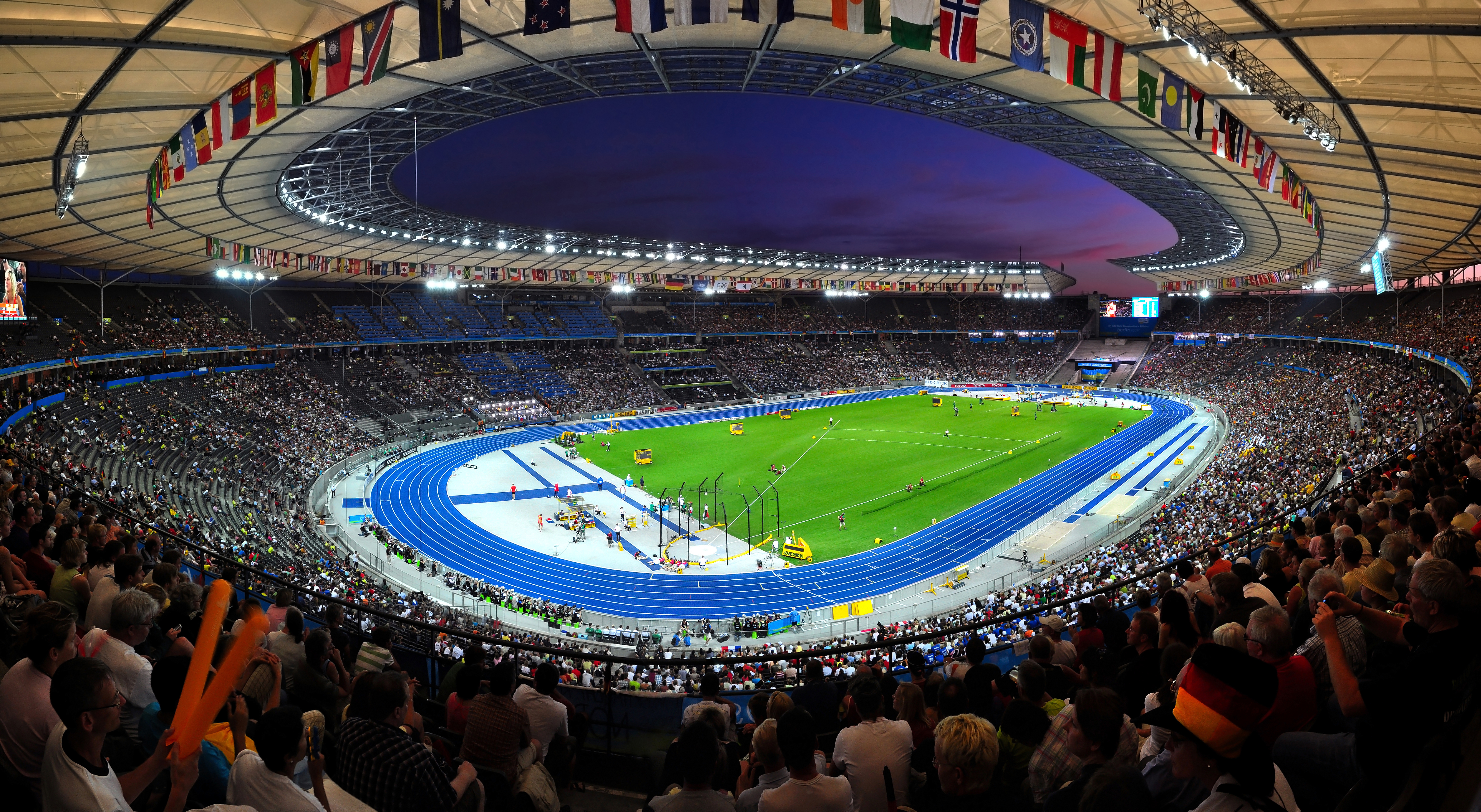
Ночная панорама стадиона во время чемпионата мира по лёгкой атлетике 2009 года

- На стадионе ежегодно проходит один из этапов Золотой лиги ИААФ по лёгкой атлетике, участие в котором принимают ведущие легкоатлеты мира.
- С 15 по 23 августа 2009 года на стадионе проходил XII чемпионат мира по лёгкой атлетике.

## Транспорт
- Недалеко от стадиона была построена станция метро «Рейхсшпортфельд», переименованная после Второй мировой войны в «Олимпиаштадион».

## Факты
Внутри стадиона есть часовня, которую посещают в том числе спортсмены и артисты перед выступлениями. Также здесь венчаются пары и крестят детей. 
Стены помещения украшены сусальным золотом. Сверху нанесены цитаты из Библии на 17 языках. На русском – второе послания апостола Павла к Коринфянам глава 12 стих 9: «Довольно для тебя благодати Моей, ибо сила Моя совершается в немощи».